# Micky Green
Pour les articles homonymes, voir Green.
Micky Green, de son vrai nom Michaela Gehrmann, est une chanteuse, autrice-compositrice-interprète de pop australienne, ayant acquis par décret la nationalité française le 8 août 2025 , née à Adélaïde, le 28 juin 1984.

## Biographie
Elle quitte l'Australie à dix-huit ans pour devenir mannequin et s'installe à Paris. Elle sort en 2007 son premier album intitulé White T-Shirt, réalisé par Renaud Letang, et dont le premier single, Oh!, est diffusé sur plusieurs radios. Elle a des origines allemandes et néerlandaises.
Au lycée, elle jouait aussi de la batterie dans un groupe et avait appris le piano toute seule. Son père aussi était musicien. Elle écrit ses propres chansons depuis le lycée. Quand ses parents ont divorcé, Micky est allée vivre avec sa mère.

## Musique
Après son album White T-Shirt paru en 2007, Micky Green publie début 2010 Honky Tonk, puis en septembre 2013 Daddy I Don't Want to Get Married… comprenant notamment le titre In Between (Temporary).
Fin 2013, elle enregistre le titre Chou Wasabi en duo avec Julien Doré, titre présent sur l'album LØVE de ce dernier.

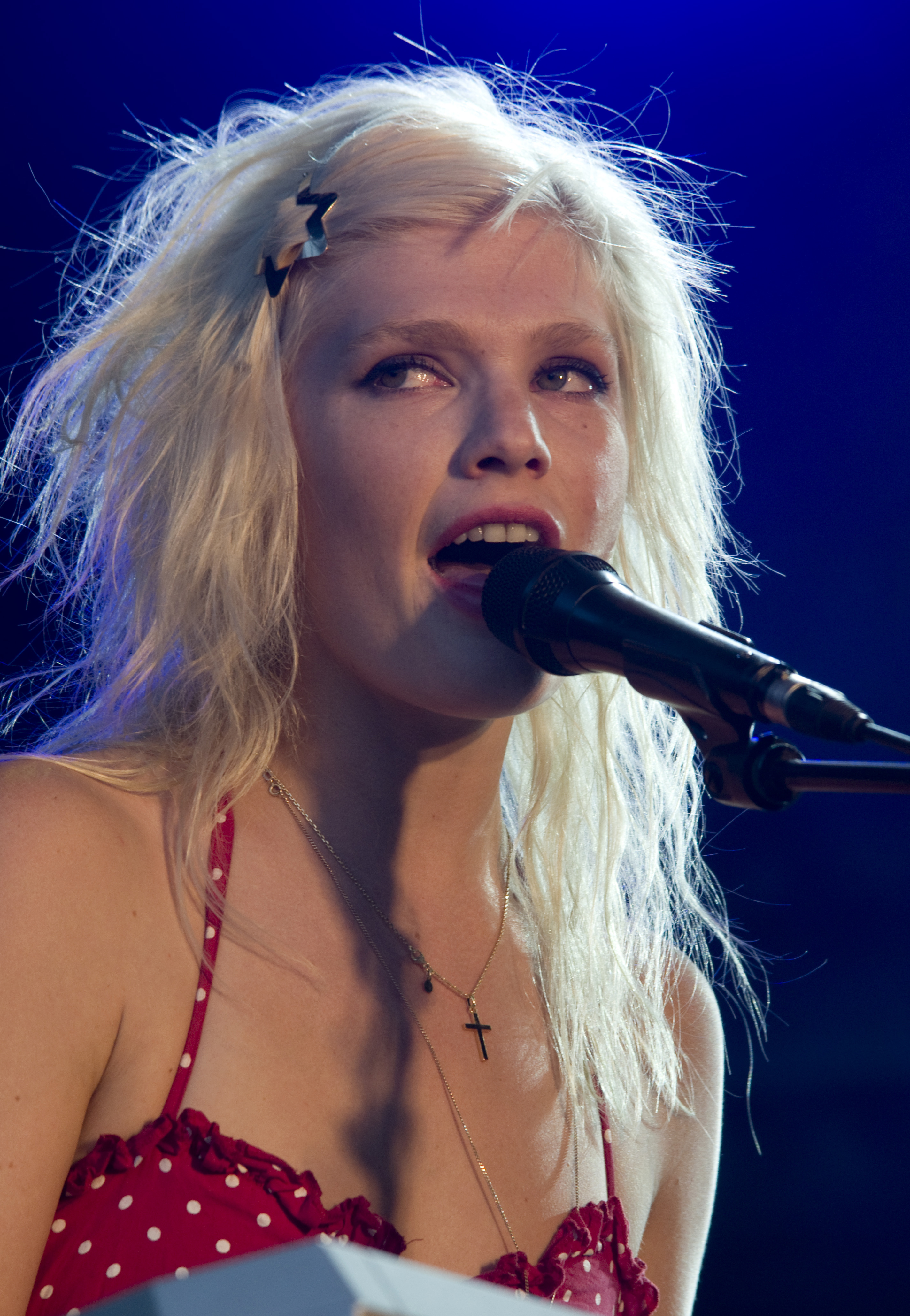
À Auxerre en 2008.
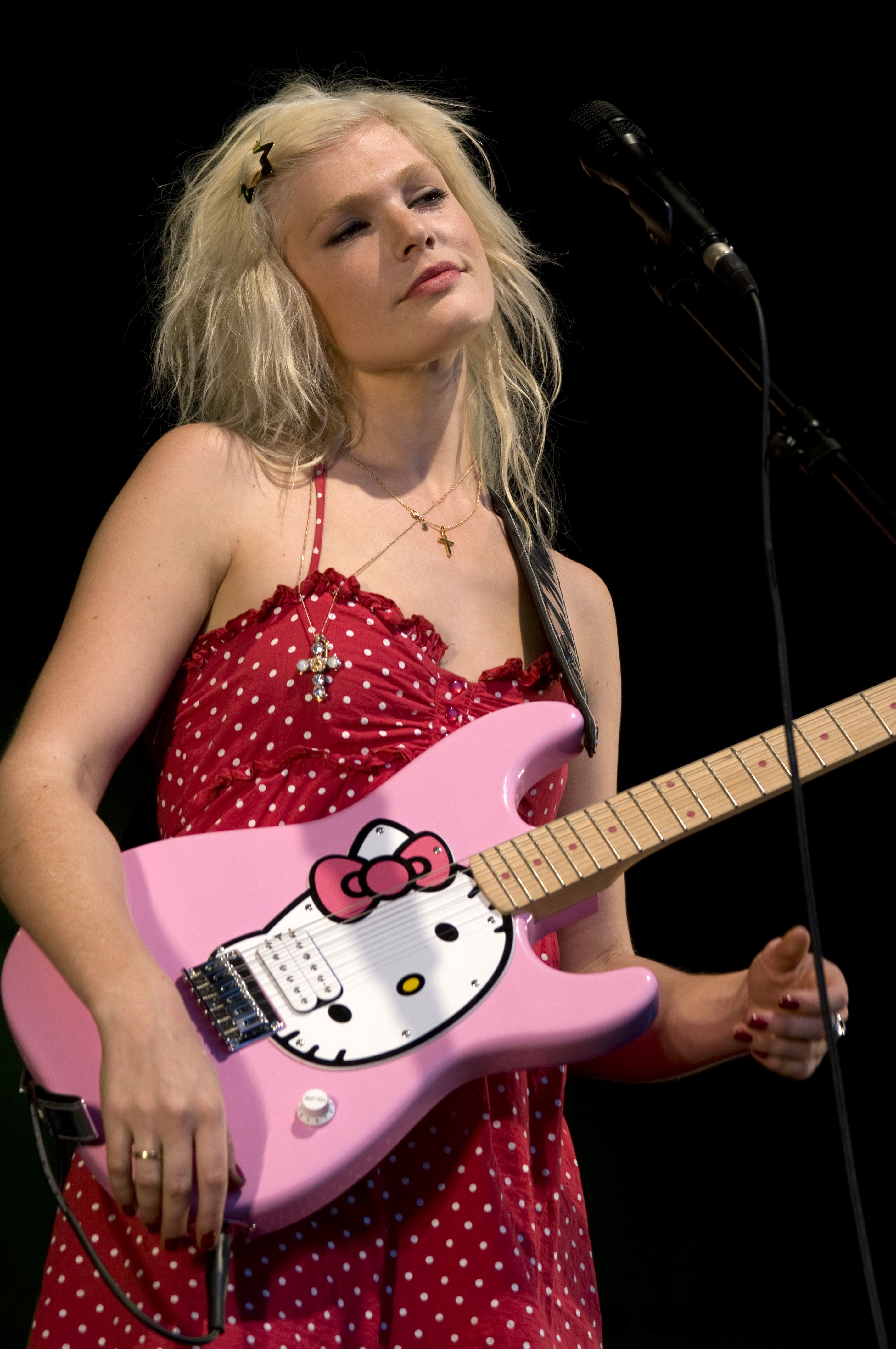
Idem.
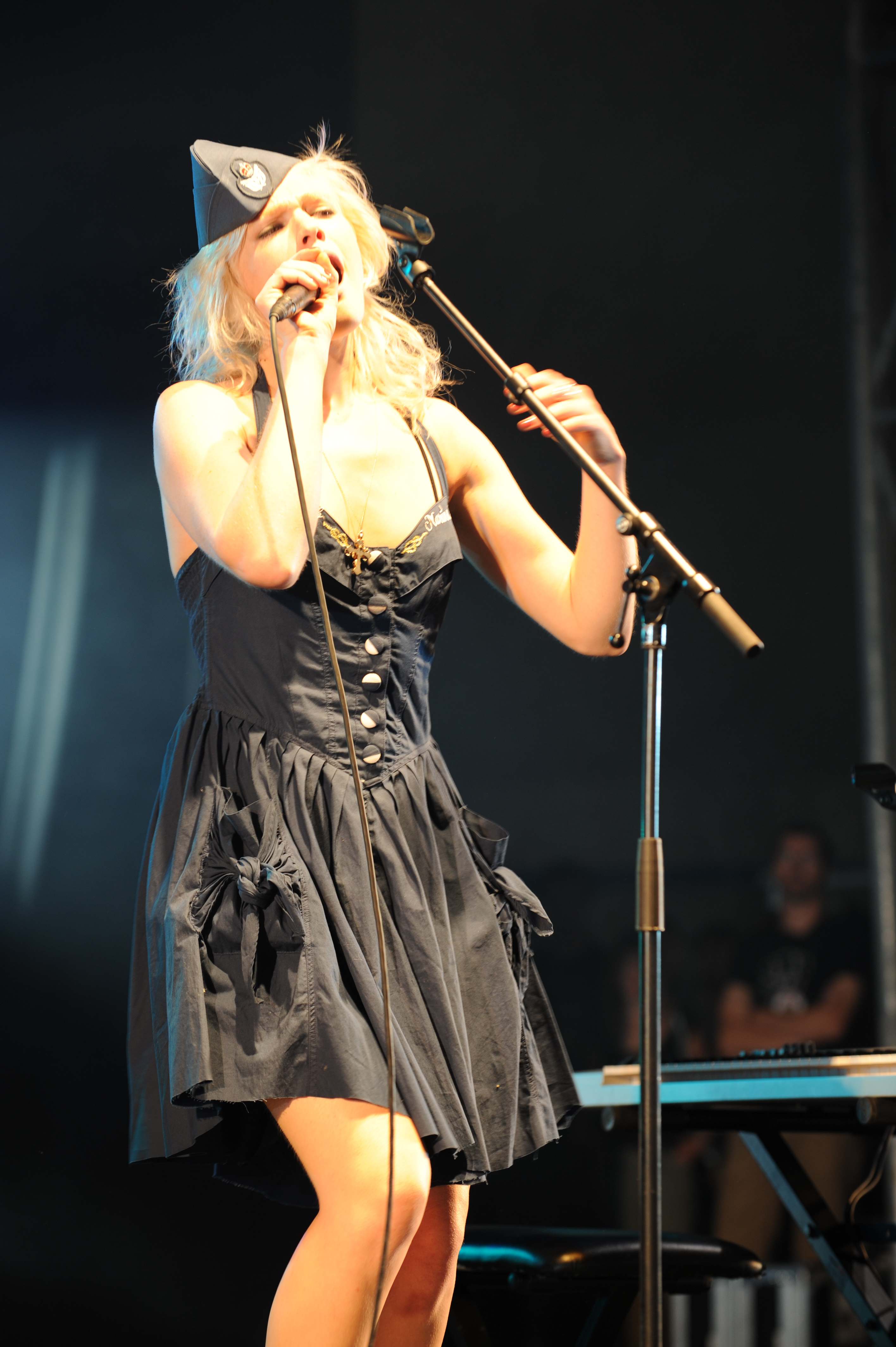
Aux Solidays en 2008.
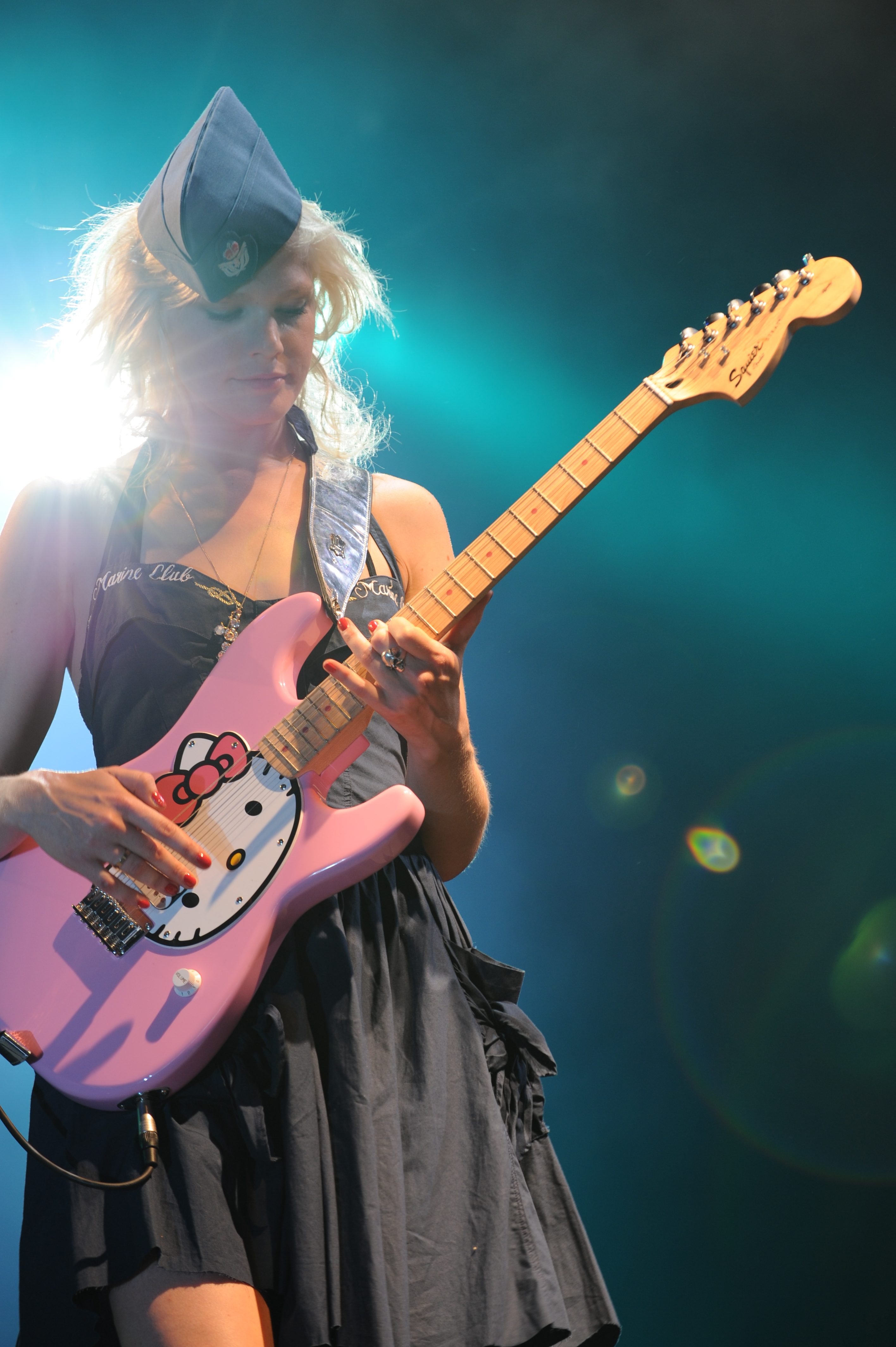
Idem.

## Discographie

### Singles
- 2007 : Oh!
- 2008 : Shoulda
- 2008 : Begin to Fade
- 2008 : Baby
- 2009 : T.L
- 2010 : My Mind
- 2010 : The Game
- 2010 : Ouba
- 2013 : In Between (Temporary)
- 2014 : Chou wasabi (duo avec Julien Doré)